# Laurence Ball
Laurence M. Ball est un macroéconomiste américain de la nouvelle économie keynésienne né le 19 mars 1959. Il a rejoint l'université Johns-Hopkins en 1994. Bien avant sa nomination à Johns-Hopkins, il était assistant-professeur à l'université de Princeton à partir de 1989-1994 et de 1985-1989 à la Graduate School of Business Administration à l'université de New York. 
Ph.D de MIT en 1986, il s'intéresse à la fois à l'économie théorique et empirique où il traite des questions macroéconomiques. Son travail théorique se concentre sur les fondements microéconomiques de « keynésienne » et des modèles macroéconomiques. Et là, il a tenté d'expliquer l'atonie ou la viscosité de prix. Dans sa partie empirique, son travail traite des questions liées aux chocs, à l'inflation (coût de l'inflation, comment réduire l'inflation) et à la politique monétaire tant aux États-Unis qu'aux pays hyperinflation et inflation galopante. 
Marié, père d'un enfant, il est actuellement professeur d’économie à l'université Johns-Hopkins où il enseigne la théorie macroéconomique et la macroéconomique approfondie.

## Œuvre
- Ball, Laurence M. The Fed and Lehman Brothers: Setting the Record Straight on a Financial Disaster. Cambridge, United Kingdom: Cambridge University Press, 2018.
- Ball, Laurence M. Money, Banking, and Financial Markets. New York, NY: Worth Publishers, 2012.
  - Traduction chinoise par Jing Liu et Yuan He. Bao'er huo bi jin rong xue. Beijing: Zhongguo ren min da xue chu ban she, 2012.